# Дитюк, Корней Корнеевич
Корней Корнеевич Дитюк (1922—1990) — полковник Советской Армии, участник Великой Отечественной войны, Герой Советского Союза (1945).

## Биография
Корней Дитюк родился 9 января 1922 года в селе Булхаловка (ныне — Павлоградский район Днепропетровской области Украины) в крестьянской семье. Получил неполное среднее образование. В 1940 году Дитюк был призван на службу в Рабоче-крестьянскую Красную Армию. В 1941 году он окончил Тамбовское военное пехотное училище, после чего был отправлен на фронт Великой Отечественной войны. К августу 1944 года майор Корней Дитюк командовал мотострелковым батальоном 5-й мотострелковой бригады 5-го танкового корпуса 2-го Прибалтийского фронта. Участвовал в сражениях на территории Латвийской ССР.
21 августа 1944 года батальон Дитюка в ходе наступления советских войск вырвался далеко вперёд основных сил и, разгромив роту противника, захватил станцию Эргли, взорвал эшелон с боевой техникой, захватил большое количество оружия, боеприпасов, топлива и продовольствия. Батальон удерживал станцию в течение нескольких суток, однако после того, как противник перебросил к станции крупные силы, Дитюк увёл своё подразделение к северу от Эргли. Рейд его батальона продолжался в течение шестнадцати суток. В ходе него батальон совершал нападения на вражеские подразделения и тыловые учреждения. Так, 1 сентября 1944 года он разгромил штаб 329-й пехотной дивизии вермахта, уничтожив при этом в бою её командира полковника Шульце. В ночь с 6 на 7 сентября батальон перешёл линию фронт к северо-востоку от озера Юмурда.
Указом Президиума Верховного Совета СССР от 24 марта 1945 года за «мужество, отвагу и героизм, проявленные в борьбе с немецкими захватчиками», майор Корней Дитюк был удостоен высокого звания Героя Советского Союза с вручением ордена Ленина и медали «Золотая Звезда» за номером 7342.
После окончания войны Дитюк продолжил службу в Советской Армии. В 1948 году он окончил Военную академию имени М. В. Фрунзе. Служил на должностях военного комиссара Хабаровского края, начальника кафедры Киевского высшего зенитного ракетного училища. В 1983 году в звании полковника Дитюк был уволен в запас. Проживал в Киеве.
Умер 12 августа 1990 года, похоронен в Булаховке.
Награждён орденами Красного Знамени, Александра Невского, Отечественной войны 1-й степени, Трудового Красного Знамени, Красной Звезды, «За службу Родине в ВС СССР», а также рядом медалей.
В память о К. К. Дитюке в апреле 2018 года на здании краевого военного комиссариата в Хабаровске установлена памятная табличка.